# Physocephala bipartita
Physocephala bipartita är en tvåvingeart som först beskrevs av Carl Ludwig Doleschall 1858.  Physocephala bipartita ingår i släktet Physocephala och familjen stekelflugor. Inga underarter finns listade i Catalogue of Life.